# Burundi aux Jeux olympiques d'été de 2008
Le Burundi participe aux Jeux olympiques d'été de 2008 à Pékin. Il n'a obtenu aucune médaille.

## Athlètes engagés

### Athlétisme
Femmes
- Francine Niyonizigiye

| Épreuve      | Athlète               | Séries       | Séries | Quarts de finale | Quarts de finale | Demi-finales | Demi-finales | Finale   | Finale |
| Épreuve      | Athlète               | Résultat     | Rang   | Résultat         | Rang             | Résultat     | Rang         | Résultat | Rang   |
| ------------ | --------------------- | ------------ | ------ | ---------------- | ---------------- | ------------ | ------------ | -------- | ------ |
| 5 000 mètres | Francine Niyonizigiye | 17 min 08.44 | 14e    | -                | -                | -            | -            | -        | -      |

### Natation
- 50 m nage libre femmes

| Athlète         | Compétition            | Série | Série | Demi-finale   | Demi-finale   | Finale        | Finale        |
| Athlète         | Compétition            | Temps | Rang  | Temps         | Rang          | Temps         | Rang          |
| --------------- | ---------------------- | ----- | ----- | ------------- | ------------- | ------------- | ------------- |
| Elsie Uwamahoro | 50 m nage libre femmes | 36.86 | 86    | non qualifiée | non qualifiée | non qualifiée | non qualifiée |